# Serie 250 de Renfe
La serie 250 de Renfe fue una serie de locomotoras eléctricas de fabricación germano-suiza planificadas por Renfe en la década de los años 1970 para cubrir un pliego de necesidades que existían en aquel entonces. La Serie 250 debía de ser apta para trenes de viajeros y mercancías por líneas electrificadas a 3000 V CC; debían tener una potencia superior a 4500 kW para transportar trenes de viajeros a una velocidad de 160 km/h; y debían contar con 6 ejes para remolcar trenes de más de 1000 t en rampas de 20  milésimas para evitar el patinaje de las ruedas. La serie 251 de Renfe de fabricación Japonesa también debía cumplir este pliego de condiciones. Ambas series fueron denominadas en su momento como locomotoras de gran potencia, aunque hoy en día hay otras locomotoras con más potencia.
La serie 250 entregada entre los años 1982 y 1987 constó de 40 unidades, 5 de las cuales tenían un equipo de control chopper, tenían 2 bogies motores de un motor (propulsión monomotora) de 3 ejes (C'C'). Durante sus primeros años de vida fueron utilizadas para remolcar trenes de viajeros a 160 km/h pero los resultados de esta máquina no estaban a la altura de lo esperado por lo que su velocidad máxima se redujo a 140 km/h y finalmente se emplearon exclusivamente para tráfico de mercancías, con una velocidad máxima de 100 km/h. La locomotora 029 será preservada en Mora la Nova.
A principios de los años 1990 toda la serie 250 fue transferida al depósito de Valencia-Fuente de San Luis, a pesar de que siguieron operando normalmente en Cataluña. Con la llegada de las locomotoras Serie 252, las locomotoras Serie 250 fueron quedando relegadas a servicios de mercancías exclusivamente, labor que vienen desempeñando desde entonces. Progresivamente adoptaron la decoración de la U.N. de Tracción con el cuerpo en gris y los testeros amarillos, lo que les valió el desafortunado apodo de "monjas".
Ninguna de las locomotoras serie 250 recibió la nueva imagen corporativa de Renfe Operadora. A comienzos de 2009 se consideraba como una serie a extinguir debido a su oneroso mantenimiento y la falta de repuestos, lo que fue obligando a dar de baja varias unidades que suministraban órganos a sus "hermanas" activas conforme a un proceso a menudo denominado "canibalismo". A finales de abril de 2010 fue apartada en Valencia la última locomotora en servicio, la 250.007, considerándose esa fecha como el final del servicio de la serie.

## Galería

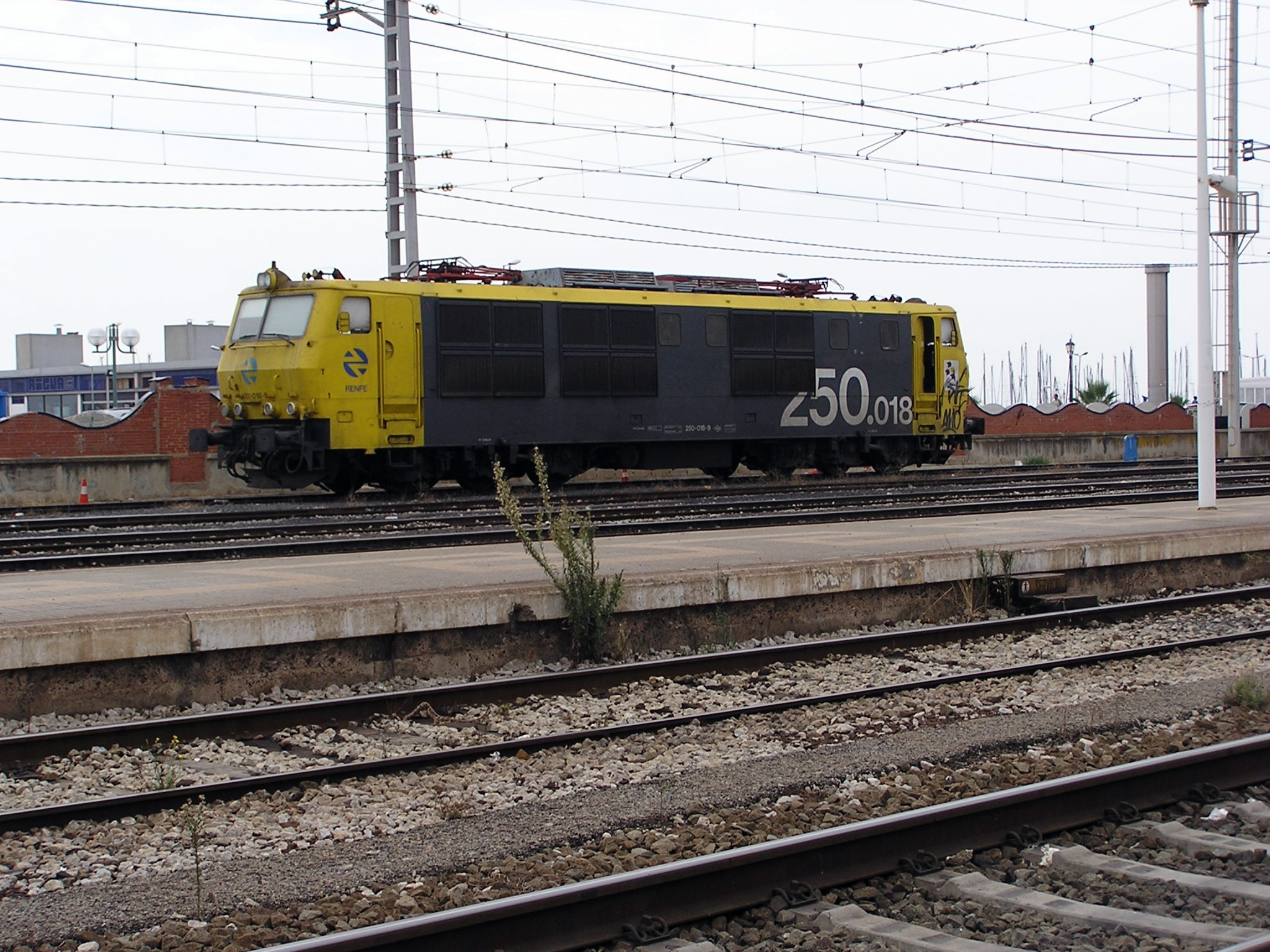
Locomotora 250.018 en la estación de Tarragona.
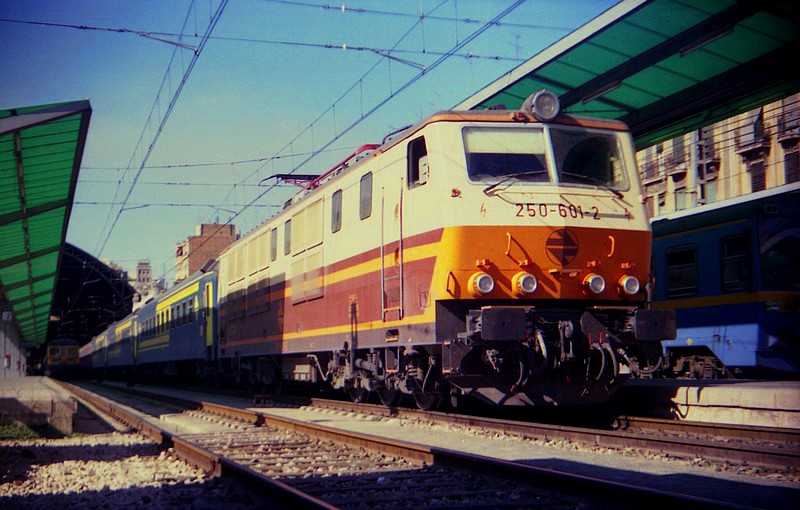
Rápido "Torre del Oro" traccionado por la locomotora 250.601 estacionado en vía 1 de Valencia-Término.
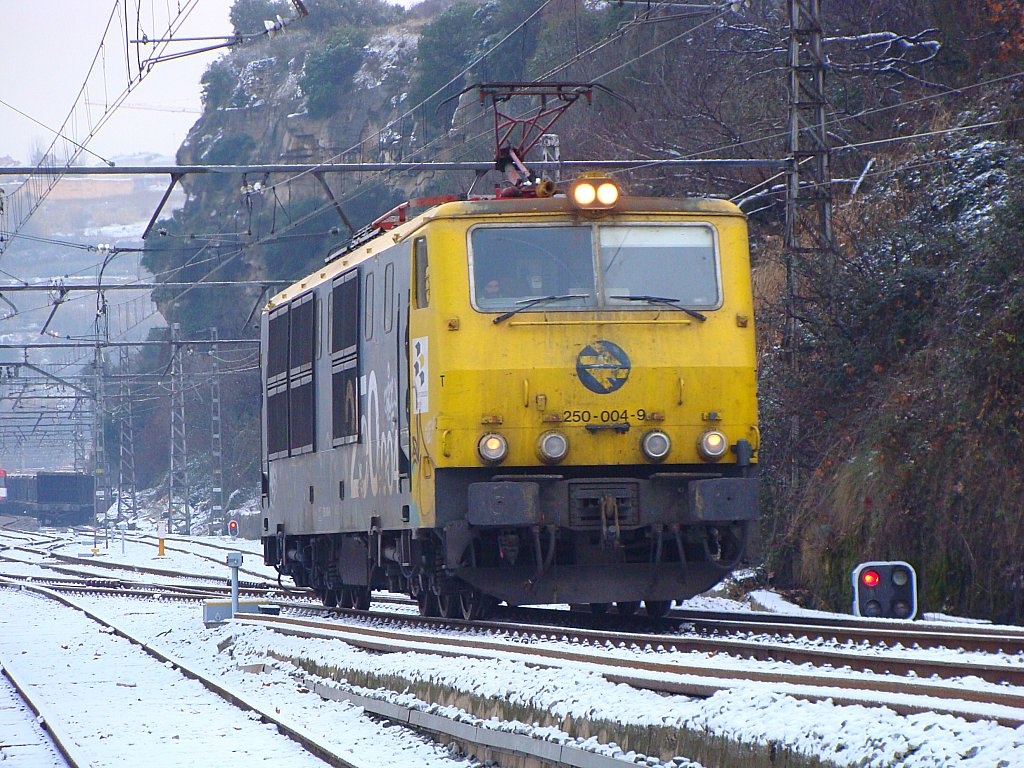
Locomotora 250.004 de Renfe Operadora en la estación de Manresa.
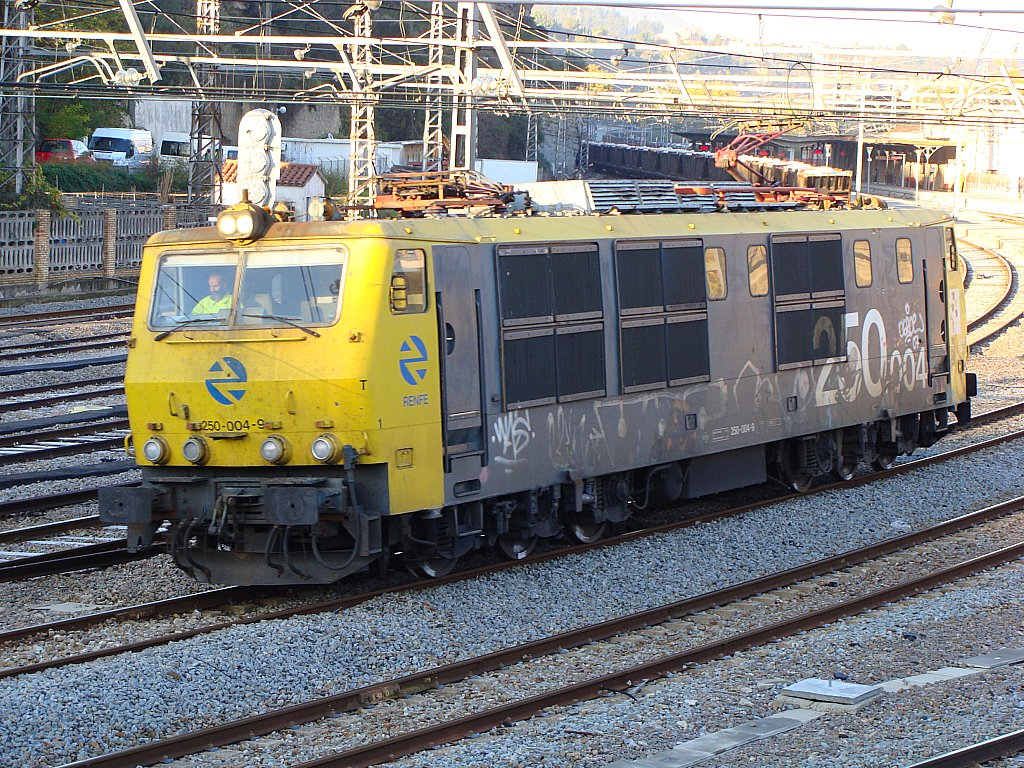
Locomotora 250.004 de Renfe Operadora en la estación de Manresa.
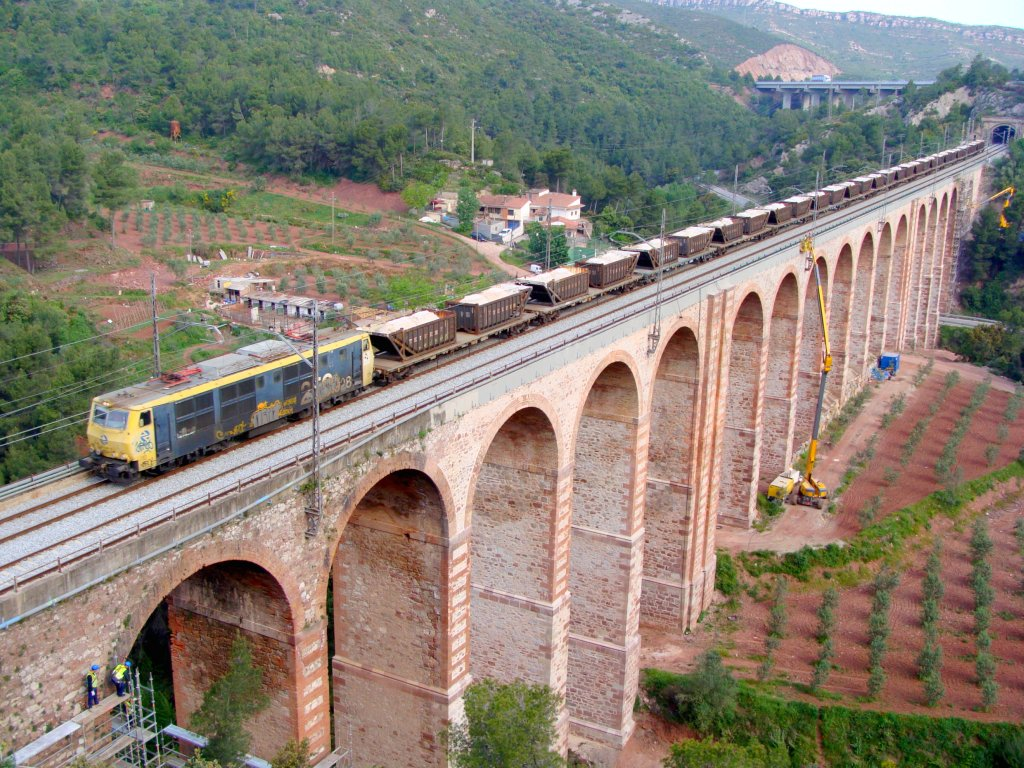
El salero Manresa - Flix, con la locomotora 250.028 en el puente de la riera de Boixadell.
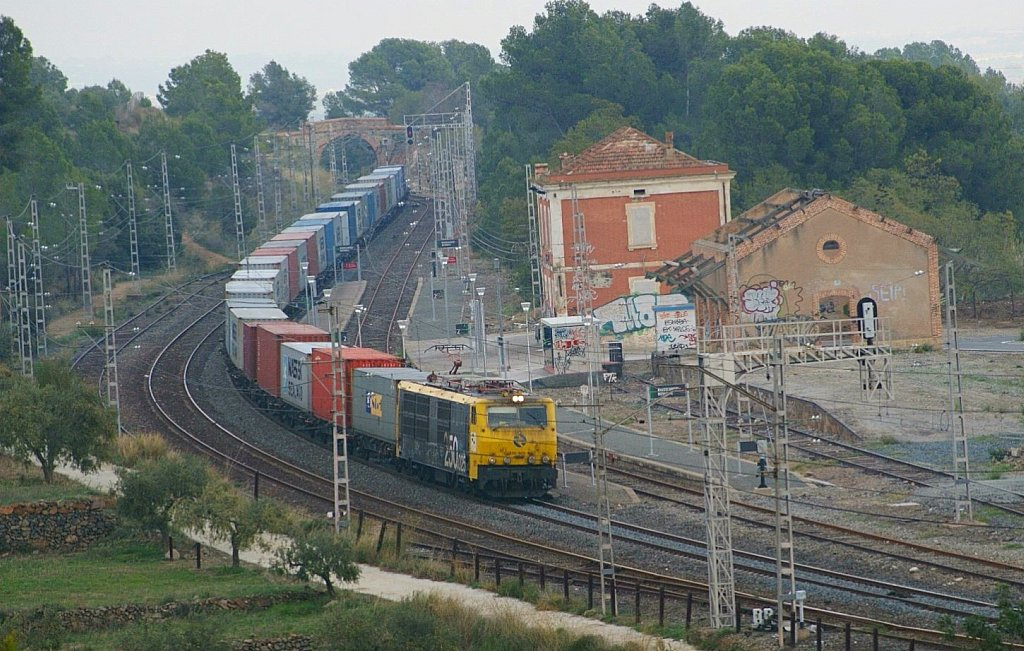
Locomotora 250.025 con un mercancías TECO Barcelona-Casa Antúnez-Zaragoza, pasando por la estación de Riudecañas-Botarell.
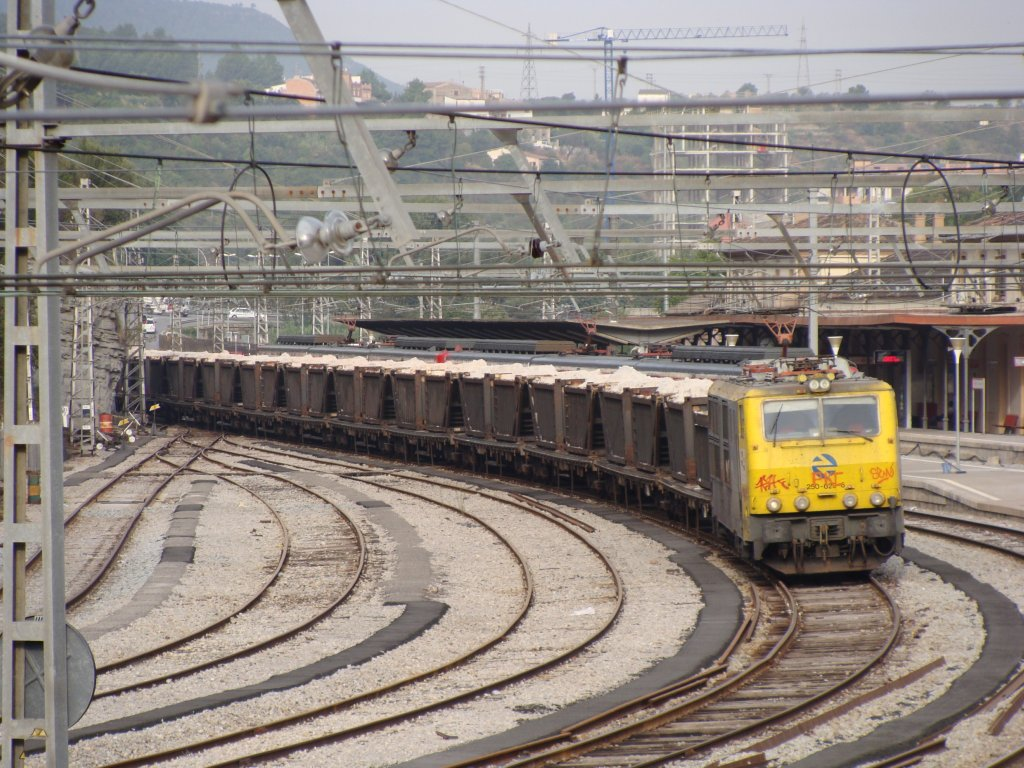
Locomotora 250.029 esperando vía libre en la estación de Manresa para salir con el salero a Flix.